# Alexandr Vondra
Alexandr (Saša) Vondra est un homme politique tchèque né le 17 août 1961. 

## Biographie

### Études
Il est diplômé en géographie de l'université Charles de Prague en 1984. Après avoir travaillé quelque temps dans un musée d'œuvres d'art asiatiques, puis comme programmateur, il fonde en compagnie de l'écrivain Jáchym Topol et Ivan Lamper (aujourd'hui directeur de l'hebdomadaire Respekt un samizdat, la "Revolver revue".

### Un dissident engagé
Après avoir signé la Charte 77 en 1987, il en devient le porte-parole du 2 au 6 janvier 1989. Il est ensuite condamné en février de la même année à deux mois de prison. Lors de la Révolution de velours, c'est l'un des cofondateurs du Forum civique.

### Un diplomate proche de Václav Havel
Il sera ensuite de 1990 à 1992 conseiller du président Václav Havel, puis vice-ministre des Affaires étrangères (1992). Il sera ensuite négociateur de la déclaration germano-tchèque, puis ambassadeur de la République tchèque à Washington de 1997 à 2001, avant d'être chargé de l'organisation du sommet de l'OTAN à Prague en 2002.

### Ministre du gouvernement tchèque
Il est désigné comme ministre des Affaires étrangères du gouvernement que Mirek Topolánek tentera en vain de faire investir par la Chambre des députés tchèque après les élections législatives de juin 2006, avant de devenir chargé des affaires européennes dans le gouvernement de 2007. Il est élu au Sénat en octobre 2006 sous l'étiquette Parti démocratique civique (ODS), parti auquel il vient d'adhérer formellement mais dont il ne fait pas partie des cadres.
Remplacé, après la chute du gouvernement, par Štefan Füle, il est nommé ministre de la Défense après le retour au pouvoir de l'ODS, sous la direction de Petr Nečas, le 13 juillet 2010.

### Positions politiques
Alexandr Vondra est un atlantiste convaincu, pour qui l'alliance avec les États-Unis est la seule qui puisse garantir la sécurité de la République tchèque. Il est davantage réservé sur la question de l'intégration européenne, même si on ne peut pas le ranger dans le camp des eurosceptiques du Parti démocratique civique. Il est demeuré un proche de l'ancien président Havel.